# Willy Buschak
Willy Buschak (* 23. Juni 1951 in Bochum) ist ein deutscher Historiker und Gewerkschafter.

## Leben und Werk
Buschak studierte Geschichte und Philosophie an der Ruhr-Universität Bochum und promovierte 1982 mit einer Arbeit über das Londoner Büro. Daneben verfasste er mehrere Studien zur Geschichte der deutschen Gewerkschaften von der Kaiserzeit bis heute.
Er trat der Gewerkschaft Nahrung-Genuss-Gaststätten bei und war von 1987 bis 1991 in deren Hauptvorstand tätig. Von dort wechselte er zum Europäischen Gewerkschaftsbund. Zunächst als stellvertretender Direktor und nach dem Tod seines Vorgängers Raymond-Pierre Bodin stand er ab 2003 als Direktor der Europäischen Stiftung zur Verbesserung der Lebens- und Arbeitsbedingungen in Dublin vor, bis er 2005 in dieser Position von Jorma Karppinnen abgelöst wurde. Buschak amtierte weiterhin als stellvertretender Direktor, bis er im März 2008 nach dem Ende seiner fünfjährigen Amtsperiode aus der Stiftung ausschied. Seine Nachfolgerin wurde Erika Mezger. Von 2009 bis 2016 war Buschak im DGB-Bezirk Sachsen in Dresden für Grundsatzfragen zuständig. Seit 2016 lebt er als Historiker in Bochum im Ruhrgebiet.

## Publikationen
- Die Vereinigten Staaten von Europa sind unser Ziel. Arbeiterbewegung und Europa im frühen 20. Jahrhundert. Klartext, Essen 2014, ISBN 978-3-8375-0751-5.
- Franz Josef Furtwängler: Gewerkschafter, Indien-Reisender, Widerstandskämpfer. Eine politische Biografie. Klartext Verlag, Essen 2011, ISBN 978-3-8375-0387-6.
- „Über uns flog die Wolke der Hoffnung schnell“. Bibliographie der deutschsprachigen Veröffentlichungen zum Spanischen Bürgerkrieg. Klartext Verlag, Essen 2007, ISBN 978-3-89861-636-2.
- Edo Fimmen – Der schöne Traum von Europa und die Globalisierung. Eine Biografie. Klartext Verlag, Essen 2002, ISBN 3-89861-027-6.
- „Arbeit im kleinsten Zirkel“. Gewerkschaften im Widerstand gegen den Nationalsozialismus. Ergebnisse Verlag, Hamburg 1993, ISBN 3-87916-017-1.
- Die Geschichte der Maggi-Arbeiterschaft 1887–1950. Ergebnisse Verlag, Hamburg 1989, ISBN 3-925622-49-7.
- Von Menschen, die wie Menschen leben wollten. Die Geschichte der Gewerkschaft Nahrung-Genuss-Gaststätten und ihrer Vorläufer. Köln 1985, ISBN 3-7663-0922-6.
- Das Londoner Büro. Europäische Linkssozialisten in der Zwischenkriegszeit. Amsterdam 1985, ISBN 90-6861-001-5.
- Friedrich Wilhelm Fritzsche 1825-1905, eine Biografie mit ausgewählten Reden und Schriften. Hrsg. von der Heinrich-Kaufmann-Stiftung und der Gewerkschaft Nahrung-Genuss-Gaststätten. Books on Demand, Norderstedt 2015. ISBN 978-3-738-64125-7.
- Willy Buschak: Der christliche Gewerkschafter Reimer Mager. In: Arbeit im kleinsten Zirkel: Gewerkschaften im Widerstand gegen den Nationalsozialismus. Klartext, Essen 2015, ISBN 978-3-8375-1206-9, S. 429–431.
- Arbeiterbewegung und Europa im frühen 20. Jahrhundert. Klartext, Essen 2018, ISBN 978-3-8375-1870-2.
- Willy Buschak, Der Europäische Gewerkschaftsbund und die Europäischen Gewerkschaftsverbände (PDF; 262 kB) in: "Europäische Gewerkschaftsorganisationen – Bestände im Archiv der sozialen Demokratie und in der Bibliothek der Friedrich-Ebert-Stiftung", hrsg. für die Friedrich-Ebert-Stiftung von U. Optenhögel, M. Schneider, R. Zimmermann, Bonn, 2003, S. 9–19
- Willy Buschak: Die sozialistische und kommunistische Arbeiterbewegung in der Weimarer Republik. In: Thomas Meyer, Susanne Miller, Joachim Rohlfes (Hrsg.): Geschichte der deutschen Arbeiterbewegung. Lern- und Arbeitsbuch. Darstellung – Chronologien – Dokumente. Band 2: (A15–A39). (= Bundeszentrale für Politische Bildung. Schriftenreihe. Bd. 207, Tl. 2). Bundeszentrale für Politische Bildung, Bonn 1984, ISBN 3-923423-11-X, S. 499–541, hier S. 506 f.
- Willy Buschak: Friedrich Wilhelm Fritzsche – Biografie eines deutschen Rebellen S. 51–196, in: DGB Sachsen (Hrsg.): Solidarität im Wandel der Zeiten – 150 Jahre Gewerkschaften, Klartext-Verlag, Essen 2016, ISBN 978-3-8375-1572-5

## Aufsätze
- "… sofort mit Dolchen und Revolvern in die Tat umgesetzt". Gewalt gegen sächsische Gewerkschaftshäuser und Gewerkschaften 1930 bis 1933. (Mit Swen Steinberg). In: Gerhard Lindemann/Mike Schmeitzner (Hrsg.): … da schlagen wir zu. Politische Gewalt in Sachsen 1930–1935. Göttingen 2020, S. 53–76.
- "Sozialismus und Freiheit". Wie eine kleine Gruppe im mexikanischen Exil der 1940er-Jahre zu einem neuen Verständnis von Revolution kam und welche Folgen das für Europa hatte. In: Archiv für Sozialgeschichte (59) 2019, S. 197–227.
- Gewerkschafter im Konzentrationslager Sachsenburg. In: Bert Pampel/Mike Schmeitzner (Hrsg.): Konzentrationslager Sachsenburg (1933–1937). Dresden 2018, S. 288–299.
- "Tausend Mal berührt". Ein Spaziergang durch Dresden auf den Spuren der Revolution. In: Dresdner Hefte 4/2018, S. 91–98.
- Welches Europa? Richard Calwer. Max Cohen, Hermann Kranold und Georg Ledebour. In: Uli Schöler/Thilo Scholle (Hrsg.): Weltkrieg-Spaltung-Revolution. Sozialdemokratie 1916–1922. Berlin 2018, S. 46–61.
- Eduard Backert. In: Günter Benser/Anja Kruke (Hrsg.): „Bewahren-Verbreiten-Aufklären“. Archivare, Bibliothekare und Sammler der Quellen der deutschsprachigen Arbeiterbewegung. Supplement. Bonn 2017. S. 8–16.
- Das Volkshaus Dresden – Schauplatz und Erinnerungsort. In: Dresdner Hefte, H. 2/2017, S. 18–26.
- Friedrich Wilhelm Fritzsche: Biografie eines deutschen Rebellen. In: Willy Buschak (Hrsg.): Solidarität im Wandel der Zeiten – 150 Jahre Gewerkschaften. Essen 2016, S. 51–196.
- Das Haus, in dem die Gewerkschaften gegründet wurden. Ein Erinnerungsort erzählt seine Geschichte. In: Willy Buschak (Hrsg.): Solidarität im Wandel der Zeiten – 150 Jahre Gewerkschaften, Essen 2016, S. 397–438.
- Wir müssen alle umlernen. Internationale Auswirkungen des 2. Mai 1933. In: Stefan Berger (Hrsg.): Gewerkschaftsgeschichte als Erinnerungsgeschichte. Der 2. Mai 1933 in der gewerkschaftlichen Erinnerung und Positionierung nach 1945. Essen 2015, S. 357–374.
- Widerstand in Sachsen – eine Ausstellung und ihre Geschichte. In: Uwe Hirschfeld (Hrsg.): Erinnern wozu? Beiträge zur politisch-historischen Bildung. Berlin 2015, S. 85–100.
- Die frühe Besetzung der sächsischen Gewerkschaftshäuser im März 1933 am Beispiel von Dresden. (Mit Swen Steinberg). In: Konstantin Hermann (Hrsg.): Führerschule, Thingplatz, "Judenhaus". Orte und Gebäude der nationalsozialistischen Diktatur in Sachsen. Dresden 2014, S. 54–57.
- Metallarbeiter und Revolution: Revolutionshoffnungen und politische Kontroversen im Deutschen Metallarbeiterverband und unter den Metallarbeitern an Rhein und Ruhr. In: Karl Christian Führer / Jürgen Mittag / Axel Schildt / Klaus Tenfelde (Hrsg.): Revolution und Arbeiterbewegung in Deutschland. Essen 2013, S. 135–156.
- Karl Molt. In: Alfred Gottwaldt (Hrsg.): Eisenbahner gegen Hitler. Widerstand und Verfolgung bei der Reichsbahn 1933–1945. Wiesbaden 2009, S. 186–193.